# Kovanlı, Çarşıbaşı
Kovanlı là một xã thuộc huyện Çarşıbaşı, tỉnh Trabzon, Thổ Nhĩ Kỳ. Dân số thời điểm năm 2011 là 612 người.